# Józef Stanisław Rulikowski
Józef Stanisław Rulikowski herbu Nałęcz – podczaszy bełski w latach 1724–1761, sędzia kapturowy województwa bełskiego w 1733 roku.
Delegat i konsyliarz województwa bełskiego w konfederacji dzikowskiej w 1734 roku. Poseł na sejm 1746 roku z województwa bełskiego.